# Torcy (Pas-de-Calais)
Torcy település Franciaországban, Pas-de-Calais megyében. Lakosainak száma 172 fő (2022. január 1.). Torcy Créquy, Royon és Sains-lès-Fressin községekkel határos.

## Népesség
A település népessége az elmúlt években az alábbi módon változott:
| Lakosok száma | 161  | 159  | 165  | 169  | 173  | 172  | 174  | 172  |
|               | 2013 | 2015 | 2017 | 2018 | 2019 | 2020 | 2021 | 2022 |